# Leopoldo Guillermo de Austria
Leopoldo Guillermo de Austria (Wiener Neustadt, 5 de enero de 1614-Viena, 20 de noviembre de 1662) fue un militar, obispo y gobernante austríaco, ahora más recordado por su actividad como coleccionista de arte. Entre 1647 y 1656 fue gobernador de los Países Bajos Españoles.

## Biografía
Fue el séptimo y último hijo del emperador Fernando II de Habsburgo y de María Ana de Baviera, y hermano del emperador Fernando III de Habsburgo: sin haber sido ordenado sacerdote ocupó varias sedes episcopales gobernadas por príncipes-obispos del Sacro Imperio, incluyendo Halberstadt (1628-1648), Magdeburgo, solo nominalmente pues quedaba dentro de la zona de predominio protestante, Olomouc (1637-1662), Passau (1625-1662), Breslavia (1656-1662) y Estrasburgo (1626-1662); desde 1641 fue además Gran Maestre de la Orden Teutónica. Prestó servicio militar como general durante la Guerra de los Treinta Años, combatiendo en Bohemia. Leopoldo, conocido por ser bondadoso pero también engreído y ambicioso, pasó la mayor parte de su vida como general en un puesto para el que no era apto. Muchas imágenes y bustos lo representan con armadura y bastón de mariscal.
Nombrado gobernador de los Países Bajos Españoles en 1647, fijó su residencia en Bruselas. Escribió numerosos poemas en italiano con pasión y talento. Sin embargo, su verdadera importancia radica en su colección de arte, de obras de arte flamencas e italianas, que reunió con la supervisión del pintor David Teniers el Joven, quien dejó testimonio visual de ella en las varias representaciones que pintó de la galería (Bruselas, Musées royaux des beaux-arts de Belgique; Madrid, Museo del Prado;  Viena, Kunsthistorisches Museum; Petworth House, National Trust; Múnich, Alte Pinakothek). También Teniers dirigió la preparación de un libro ilustrado sobre la colección, el Theatrum Pictorium (Amberes, 1660), que reunía alrededor de 243 reproducciones en estampas grabadas por Jan van Troyen, Lucas Vorsterman II, Peter van Liesebetten, Theodor van Kessel, Quirin Boel y otros a partir de los pastiches, copias reducidas de los cuadros de maestros italianos, hechos por Teniers. Leopoldo Guillermo coleccionó principalmente maestros holandeses e italianos, especialmente venecianos del siglo XVI. Una gran parte de su colección proviene de las subastas de nobles ingleses que fueron expulsados o ejecutados por los puritanos bajo Cromwell, como el III duque de Hamilton y el I duque de Buckingham. Al dejar el cargo de gobernador, el archiduque se trasladó a Viena con su colección, que heredará su sobrino Leopoldo I, de modo que entró en posesión imperial y acabaría siendo el núcleo del actual Kunsthistorisches Museum. Esto también incluye su colección de monedas, que bajo el emperador Carlos VI se agregó a la colección de monedas imperiales, lo que la convierte en una de las existencias más antiguas del gabinete de monedas de Viena.
Entre los cuadros que reunió se cuentan obras célebres como el San Sebastián de Andrea Mantegna, una Santa Margarita de Rafael Sanzio (ahora considerada obra de colaboración con Giulio Romano), Los tres filósofos de Giorgione, varias de Tiziano (la Diosa Flora ahora conservada en los Uffizi, La Madonna de las cerezas, El bravo, Retrato de Jacopo Strada, La muerte de Acteón, Ninfa y pastor, Descanso en la huida a Egipto), San Jorge y santa Cecilia de Antonello da Messina y Retrato del escultor Alessandro Vittoria de Moroni.
A su muerte, acaecida en 1662, fue nombrado como su sucesor su sobrino Carlos José de Habsburgo, que murió muy joven dos años después.